# Galactic Cowboys
Galactic Cowboys (с англ. — «Галактические ковбои») — американская метал-группа из Хьюстона, штат Техас. Они сочетают прогрессивный метал с вокальным стилем, вдохновлённым The Beatles, и тяжёлым стилем исполнения трэш-метал-групп, таких как Anthrax. Их называют «возможно, самой мелодичной метал-группой, когда-либо существовавшей на христианском или общем рынке». Несмотря на то, что участники группы являются христианами, они не считают Galactic Cowboys христианской группой. Группа гастролировала с такими известными хард-рок и метал-исполнителями, как Anthrax, Dream Theater, King’s X и Overkill. Несмотря на отсутствие коммерческого успеха, группа приобрела культовый статус за время своего существования.
Galactic Cowboys впервые привлекли внимание благодаря сотрудничеству с продюсером и менеджером Сэмом Тейлором и гастролям с King’s X, после чего им был предложен контракт с крупным лейблом DGC Records. Дебютный альбом группы Galactic Cowboys (1991) был затмён неожиданным успехом Nevermind группы Nirvana вскоре после его выпуска, и группа была исключена из DGC после выпуска столь же неудачного последующего альбома Space In Your Face (1993). Группа подписала контракт с Metal Blade Records в 1995 году и выпустила на этом лейбле четыре альбома, отличавшихся более простым хеви-метал/альт-метал-звучанием, прежде чем распалась за два месяца до выпуска шестого студийного альбома Let It Go в 2000 году. После ряда концертов воссоединения в 2009 и 2013 годах, Galactic Cowboys были реформированы в 2016 году с оригинальным составом и выпустили свой первый студийный альбом за семнадцать лет Long Way Back to the Moon в 2017 году на Mascot Records.

## Наследие
В популярной культуре
Группа появилась в фильме «Пустоголовые» 1994 года под названием «Сыны грома». Единственная оригинальная песня, которую они исполнили для этого фильма, «Don't Hate Me Because I'm Beautiful», нигде не доступна, и в фильме можно услышать только короткий отрывок.

## Дискография
- Galactic Cowboys (1991)
- Space in Your Face (1993)
- Machine Fish (1996)
- Feel the Rage (EP) (1996)
- The Horse That Bud Bought (1997)
- At the End of the Day (1998)
- Let It Go (2000)
- Long Way Back to the Moon (2017)